# إيلكه غيبهارت
إيلكه غيبهارت (بالألمانية: Elke Gebhardt)‏ هي دراجة ألمانية، ولدت في 22 يوليو 1983 في فرايبورغ في ألمانيا.

## وصلات خارجية
- إيلك غيبهارت على موقع الاتحاد الدولي للدراجات (الإنجليزية)
- إيلك غيبهارت على موقع أرشيف الدراجات (الإنجليزية)
- إيلك غيبهارت على موقع إحصائيات الدراجات الإحترافية (الإنجليزية)
- إيلك غيبهارت على موقع نسبة الدراجات (الإنجليزية)